# 锡宝齐篇古
錫寶齊篇古（穆麟德轉寫：Sibeoci fiyanggū，大词典轉寫：Sibeochi Fiyangguu，?—?），亦称石报奇，爱新觉罗氏，明朝建州左卫人。猛哥帖木儿之孙，充善之子。都督福满的父亲，觉昌安的祖父，塔克世的曾祖父，清太祖努尔哈赤的高祖父。。孟森考证，董重羊有子名失保，失保即是《清太祖武皇帝实录》里的石报奇。石报奇在《清实录》上被称为是董山（充善）的第三子，孟森认为他是董山弟弟董重羊的儿子，1506年担任建州左卫都指挥佥事。